# Chaunté Howard
Chaunté Howard Lowe (ur. 12 stycznia 1984 w Templeton) – amerykańska lekkoatletka, skoczkini wzwyż.
Pierwszy międzynarodowy sukces odniosła w 2003 zdobywając brązowy medal mistrzostw obu Ameryk juniorów. W kolejnym sezonie zadebiutowała na igrzyskach olimpijskich odpadając w Atenach w eliminacjach. W 2005 została wicemistrzynią świata, a w marcu 2006 zajęła ósme miejsce w finale halowych mistrzostw świata. Na igrzyskach olimpijskich w Pekinie była szósta, a w 2009 zajęła siódmą lokatę podczas mistrzostw świata w Berlinie. Podczas halowych mistrzostw świata w Dosze (2010) wywalczyła brązowy medal, a dwa lata później w Stambule została halową mistrzynią świata. Zwyciężczyni łącznej punktacji Diamentowej Ligi 2012 w skoku wzwyż.
Wielokrotna medalistka mistrzostw National Collegiate Athletic Association oraz mistrzostw Stanów Zjednoczonych.
Jej mężem jest były trójskoczek Mario Lowe, mają dwie córki (ur. 2007 Jasmine i ur. 2011 Aurora Elizabeth).
Rekordy życiowe: stadion – 2,05 (26 czerwca 2010, Des Moines), rekord Ameryki Północnej; hala – 2,02 (26 lutego 2012, Albuquerque), halowy rekord Ameryki Północnej.

## Osiągnięcia
| Rok  | Impreza                              | Miejsce        | Pozycja           | Wynik |
| ---- | ------------------------------------ | -------------- | ----------------- | ----- |
| 2003 | Mistrzostwa panamerykańskie juniorów | Bridgetown     | 3. miejsce        | 1,81  |
| 2004 | Igrzyska olimpijskie                 | Ateny          | el. – 28. miejsce | 1,85  |
| 2005 | Mistrzostwa świata                   | Helsinki       | 2. miejsce        | 2,00  |
| 2005 | Światowy finał lekkoatletyczny IAAF  | Monako         | 4. miejsce        | 1,93  |
| 2006 | Halowe mistrzostwa świata            | Moskwa         | 8. miejsce        | 1,94  |
| 2008 | Igrzyska olimpijskie                 | Pekin          | 6. miejsce        | 1,99  |
| 2008 | Światowy finał lekkoatletyczny IAAF  | Stuttgart      | 5. miejsce        | 1,97  |
| 2009 | Mistrzostwa świata                   | Berlin         | 7. miejsce        | 1,96  |
| 2009 | Światowy finał lekkoatletyczny IAAF  | Saloniki       | 4. miejsce        | 1,97  |
| 2010 | Halowe mistrzostwa świata            | Doha           | 3. miejsce        | 1,98  |
| 2012 | Halowe mistrzostwa świata            | Stambuł        | 1. miejsce        | 1,98  |
| 2012 | Igrzyska olimpijskie                 | Londyn         | 6. miejsce        | 1,97  |
| 2014 | Puchar interkontynentalny            | Marrakesz      | 2. miejsce        | 1,97  |
| 2015 | Mistrzostwa świata                   | Pekin          | el. –             | NH    |
| 2016 | Mistrzostwa ibero-amerykańskie       | Rio de Janeiro | 1. miejsce        | 1,96  |
| 2016 | Igrzyska olimpijskie                 | Rio de Janeiro | 4. miejsce        | 1,97  |